# Karl Oswald Minckwitz
Karl Oswald Minckwitz (* 5. Dezember 1851 in Kleinwolmsdorf; † 4. Mai 1897 in Großröhrsdorf) war ein deutscher Arzt und liberaler Politiker (Deutsche Freisinnige Partei).

## Leben
Karl Oswald Minckwitz wurde als Sohn des Rechtsanwalts und späteren Stadtrats von Dresden Eduard Minckwitz und dessen Ehefrau Marie, geborene Rietschel, geboren. Er besuchte die Kreuzschule. Danach studierte er an der Universität Leipzig Medizin. Im Februar 1871 trat er in die Studentenverbindung Landsmannschaft Afrania ein. Im Sommersemester 1875 bestand er das medizinische Staatsexamen und wurde zum Dr. med. promoviert. Nachdem er kurze Zeit am Königlichen Entbindungsinstitut in Dresden als Assistenzarzt tätig gewesen war, ließ sich Minckwitz im Herbst 1875 als praktischer Arzt in Großröhrsdorf nieder.
Von 1889 bis 1896 vertrat Karl Oswald Minckwitz als Abgeordneter den 7. ländlichen Wahlkreises in der II. Kammer des Sächsischen Landtags.